# باشگاه فوتبال پندیکسپور
باشگاه فوتبال پندیکسپور (انگلیسی: Pendikspor) یک باشگاه فوتبال مستقر در پندیک، ترکیه است که در حال حاضر در سوپر لیگ فوتبال ترکیه، بالاترین سطح لیگ فوتبال در این کشور به فعالیت می‌پردازد.
این باشگاه در پایان فصل ۲۰۲۳-۲۰۲۲ پس از قرارگیری در رده سوم لیگ دسته اول فوتبال ترکیه، با برتری در بازی‌های پلی‌آف، توانست به سوپر لیگ فوتبال ترکیه صعود کند.